# سایه‌ها (فیلم ۱۹۱۹)
«سایه‌ها» (انگلیسی: Shadows (1919 film)) یک فیلم است که در سال ۱۹۱۹ منتشر شد.